# 2 cm KwK 30
2 cm KwK 30 L/55 (2 cm Kampfwagenkanone 30 L/55) – niemieckie działko kalibru 20 mm stanowiące główne uzbrojenie czołgu lekkiego PzKpfw II, używane w czasie hiszpańskiej wojny domowej i II wojny światowej.
Ulepszona wersja tej armaty 2 cm KwK 38 L/55 używana była w późniejszych modelach PzKpfw II (od wersji Ausf. F).

## Amunicja[1]
- 2 cm Pzgr. (przeciwpancerny, pełnokalibrowy)
- 2 cm Pzgr. 40 (przeciwpancerny, pełnokalibrowy z rdzeniem)
- 2 cm Sprgr. L'spur  (odłamkowo-burzący)